# Scott-Insel
Die Scott-Insel (engl. Scott Island) ist eine vier Hektar große Insel nördlich des Rossmeers im pazifischen Sektor des Südlichen Ozeans.

## Geographie
Die Scott-Insel (früher Markham-Insel genannt), die vulkanischen Ursprungs ist, liegt etwa 580 km nordöstlich des Kap Adare am antarktischen Viktorialand und rund 650 km östlich vom Kap Smyth (südöstlichster Punkt von Sturge Island in der Balleny-Inselgruppe).
Die Scott-Insel ist etwa 370 m lang und 180 m breit. Sie ist 50 m hoch und wird von einem Gletscher überzogen. Im Nordwesten und Südosten befinden sich schmale Strandabschnitte und Ankerplätze.
170 Meter westlich der Insel liegt Haggits Pillar, ein 65 m hoher Brandungspfeiler mit einem Durchmesser von 50 Metern und einer Fläche von 0,22 ha. Er ist mit der Hauptinsel durch das untermeerische Scott Reef verbunden und verfügt im Süden über einen kleinen Strandabschnitt.
Die Inseln steigen aus einer Tiefe von über 3.600 m steil an und sind Teil eines vor Jahrtausenden explodierten Vulkans. Wenige Kilometer südwestlich von Scott befindet sich ein aktiver Unterwasservulkan. Er ist vermutlich nach der Explosion der Scott-Insel entstanden. Seine bisher größte Aktivität hatte der Vulkan im Jahr 1947, als er bis ca. 100 Meter an die Wasseroberfläche heranwuchs, später aber wieder in sich zusammensank.

## Fauna
An den schmalen Felsstränden finden sich Hundsrobben, Seeelefanten und Adeliepinguine. Darüber hinaus wurden Silbersturmvögel, Antarktiksturmvögel, Kapsturmvögel, Schneesturmvögel, Taubensturmvögel und Buntfuß-Sturmschwalben bei der Insel gesichtet, die hier wahrscheinlich in geringer Zahl brüten. Das Leben im umliegenden Meer ist bedeutend reichhaltiger. Neben Walen leben hier verschiedene Arten von Eisfischen und vor allem der sehr nahrhafte Krill. Am Meeresboden gibt es dichte Gemeinschaften aus Schlangensternen, Seefedern, Seesternen, Seeigeln, Seegurken und Seeanemonen.

## Flora
Die Flora auf der Scott-Insel ist sehr karg. Nur an wenigen Stellen im Fels wachsen Moose und Flechten, auch in der Nähe warmer Quellen finden sich keine anderen Klassen von Pflanzen. Bei einer russischen Expedition zur Scott-Insel wurden zwei Pilz-Arten gefunden, von denen man annimmt, dass sie endemisch sind.

## Klima
Von Dezember 1987 bis März 1999 gab es auf der Insel eine automatische Wetterstation.

Die Auswertung der Daten zeigt eine durchschnittliche Sommertemperatur von wenigen Graden unter Null und eine Wintertemperatur von bis zu −40 °C.

## Geschichte
Die Scott-Insel wurde 1902 von Leutnant William Colbeck mit dem Schiff Morning entdeckt, das sich auf einer Rettungsfahrt zu Robert Falcon Scotts Discovery-Expedition befand. Der Name des benachbarten Haggits Pillar kommt von einem Midshipman, der bei dem ersten Versuch einer Landung sein Leben verlor. Colbeck konnte sowohl im Nordwesten als auch im Südosten landen und wertvolle Bodenproben entnehmen.
Colbecks geografische Angaben zur Lage der Insel waren so ungenau, dass sie erst 26 Jahre später wiedergefunden wurde. Der Amerikaner Richard Evelyn Byrd sichtete sie im Dezember 1928 an Bord der City of New York, ging jedoch nicht an Land.
1934 versuchte Lincoln Ellsworth, die Insel mit dem Motorschiff Wyatt Earp erneut zu finden. Obwohl in unmittelbarer Nähe ozeanographische Messungen durchgeführt wurden – hierbei wurde das Scott-Riff entdeckt – konnte die Insel nicht gesichtet werden. 1943 konnte die Insel von einer australischen Expedition mehrfach umfahren werden, ein Landen gelang diesmal nicht, allerdings wurden viele wertvolle Fotos gemacht. Die erfolgreichste Expedition war eine amerikanisch-britische, die mehrere Wochen auf der Insel bleiben konnte und im Norden ein Lebensmittel-Depot und im Südosten mehrere Hütten errichtete. Neben geologischen Untersuchungen wurden auch bis heute gültige Magnetfeldmessungen durchgeführt.
Nach Colbeck gelang erst am 13. Januar 1960 wieder eine Landung. Eine Expedition, gestartet vom Eisbrecher USCGC Eastwind, landete per Helikopter auf der Insel.
Seit dem 30. Juli 1923 zählt die Scott-Insel zum neuseeländischen Antarktis-Territorium. Allerdings sind solche Ansprüche in der Antarktis gemäß Antarktisvertrag bis mindestens 2041 eingefroren.
Eine im Jahr 2006 durchgeführte Kartierungsexpedition des Rossmeeres fand die Insel 2,3 km nördlich der in früheren Karten verzeichneten Lage.